# Azawad

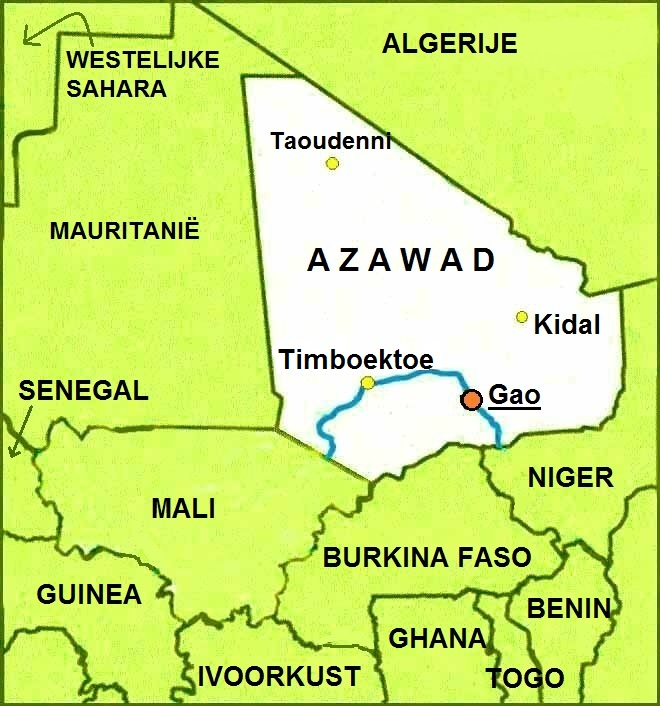
Kaart van Azawad

Azawad (Arabisch: أزواد, Berbers: ⴰⵣⴰⵓⴷ) is een gebied in het noordoosten van Mali, waar een belangrijk deel van de bevolking naar onafhankelijkheid streeft. Vooral veel Toeareg zetten zich af tegen het Sub-Saharaanse deel van het land. Op 6 april 2012 was er een onafhankelijkheidsverklaring door Billal Ag Acherif, een aanvoerder van de MNLA. Deze vond nog niet overal navolging.

## Gebied
Het gebied omvat de regio's Kidal, Gao en Timboektoe. De Toearegbevolking heeft een meerderheid ten noorden van de Niger. De gebruikelijkste concepties van Azawad zijn dan ook gebaseerd op het gebied van Mali ten noorden van die rivier, in de Sahara. Alhoewel deze drie regio's met 730.999 km² meer dan de helft van het landoppervlak van Mali uitmaken, vormt de bevolking van dit gebied met 1.293.449 zielen ternauwernood 8,91% van de landsbevolking.
De belangrijkste steden in het gebied zijn respectievelijk:
- Timboektoe (54.453 inwoners)
- Gao (52.201 inwoners)
- Kidal (25.617 inwoners)
- Ménaka (20.702 inwoners in 2009)

## Economie
Buiten de zoutmijn van Taoudenni was het woestijngebied voornamelijk het toneel van  voorkomende karavaanhandel (azalaï). Het is sinds het eind van de jaren tachtig duidelijk dat er in het Taoudennibekken waarschijnlijk aardolie te vinden is; dit gegeven lijkt de economische dynamiek van het gebied behoorlijk te veranderen.

## Geschiedenis
Nog tijdens de Franse overheersing, in 1958, claimde een separatistische beweging, de Mouvement populaire de l’Azawad (MPA) in Kidal een Toearegstaat.
Nadat Mali in 1960 onafhankelijk van Frankrijk was geworden, is er al een aantal opstanden uitgebroken. Deze worden in de pers meestal aangeduid als "Toearegrebellieën"

### 1963
Drie jaar na de onafhankelijkheid brak een gewapende strijd uit. Deze werd door het Malinese leger hard onderdrukt. De onafhankelijkheidsbeweging werd nog verder verzwakt door de droogte in de regio in de jaren zeventig.

### 1990-1991
In 1988 werd er een opstandsbeweging, de Mouvement populaire de libération de l'Azawad (MPLA) opgericht. Deze begon in 1990 met een opstand, hetgeen leidde tot de Akkoorden van Tamanrasset, en een Nationaal Pact in 1992 waarbij de regio meer autonomie toegekend werd.

### 2006
Een nieuwe opstand brak uit in 2006, die bezegeld werd met de Akkoorden van Algiers.

### Opstand van 2012

Situatie op 1 april 2012

Na de staatsgreep die het bewind van Amadou Toumani Touré in Mali omverwierp, heeft de onafhankelijkheidsbeweging MNLA (Mouvement national de libération de l'Azawad) snel aan belang gewonnen; Toearegrebellen hebben samen met islamistische groepen de controle over de drie grote steden in het gebied overgenomen. Dit gebeurde zonder al te veel tegenstand van het slecht uitgeruste en gedesorganiseerde Malinese leger. Hierna ontstond een broederstrijd tussen de strijders van de MNLA en de islamistische groeperingen, waaronder de Ansar Dine (aangevoerd door de Toearegclanleider Iyad Ag Ghaly), en delen van de AQMI. De MNLA heeft hierop een staakt-het-vuren aangekondigd, en riep daarnaast op vrijdag 6 april 2012 de onafhankelijkheid uit. De erkenning hiervan laat nog op zich wachten; de omliggende landen beraden zich op een militaire interventie in het gebied en stellen dat de territoriale integriteit van Mali gewaarborgd moet blijven. Ook de ex-koloniale mogendheid Frankrijk stelde dat Azawad wel meer autonomie moet krijgen, maar dat de grenzen van Mali niet mogen veranderen.
De vijandelijkheden laaiden in 2012 weer op nadat Toearegstrijders die in 1990 toegetreden waren tot het leger van Moammar al-Qadhafi in de buurstaat Libië, na de val van de laatstgenoemde terugkeerden. Ook deze opstand wordt door de MNLA uitgevoerd. Hoewel het de MNLA was die de onafhankelijkheid uitriep, waren het de AQMI en andere islamistische groepen die in het gebied de feitelijke macht wisten te grijpen.

## Demografie
Behalve Toearegs wonen er ook Songhai en Peul in Azawad. De Toearegs proberen deze volkeren aan hun kant te krijgen voor een onafhankelijk Azawad. 